# 고령군 (선거구)
고령군은 대한민국의 옛 국회의원 선거구이다. 당시 경상북도 고령군 지역을 관할했다.

## 역사
제헌 국회의원 선거를 앞두고 고령군 전 지역을 관할하는 선거구로 신설되었다.
제6대 국회의원 선거를 앞두고 달성군 선거구와 통합되면서 달성군·고령군 선거구를 이루게 됨에 따라 폐지되었다.

## 역대 국회의원
| 선거   | 정당 | 정당         | 의원   |
| ------ | ---- | ------------ | ------ |
| 1948년 |      | 민족통일본부 | 김상덕 |
| 1950년 |      | 민주국민당   | 곽태진 |
| 1954년 |      | 자유당       | 김홍식 |
| 1958년 |      | 자유당       | 정남택 |
| 1960년 |      | 민주당       | 곽태진 |

## 역대 선거 결과

### 대한민국 제헌 국회의원 선거
|  | 54.50% |

|  | 31.55% |

|  | 13.94% |

### 대한민국 제2대 국회의원 선거
|  | 41.29% |

|  | 31.19% |

|  | 22.64% |

|  | 4.87% |

### 대한민국 제3대 국회의원 선거
|  | 37.63% |

|  | 20.52% |

|  | 17.80% |

|  | 7.26% |

|  | 6.83% |

|  | 6.24% |

|  | 1.88% |

|  | 1.80% |

### 대한민국 제4대 국회의원 선거
|  | 45.08% |

|  | 30.39% |

|  | 24.51% |

### 대한민국 제5대 국회의원 선거
|  | 42.51% |

|  | 41.59% |

|  | 10.50% |

|  | 5.38% |